# 清水溪 (濁水溪)

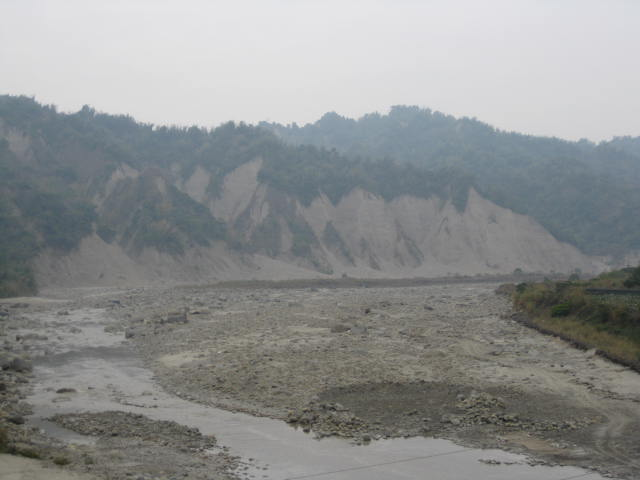
清水溪在中游（桶頭河段）出現攻擊坡。

清水溪，原名阿拔泉溪，位於台灣中部，為濁水溪的支流，河長51公里，流域分佈於雲林縣、南投縣、嘉義縣。由於清水溪在觸口山與濁水溪匯合時，清水、濁水同流，因為濁水的水量比較大，顏色又濃，清水混合濁水，一清一濁，故得名。
清水溪的上游為阿里山溪，發源於阿里山山脈標高2,663公尺的大塔山，其主流至豐山附近與石鼓盤溪會合後，才始稱「清水溪」。清水溪的主流轉向西，在流經草嶺、倒交山後，再轉向北，流經樟湖、檳榔宅後，至桶頭開始，河道兩度方向改變，因此出現河階與攻擊坡，繼續流經林頂、瑞竹、過溪，最後於觸口注入濁水溪主流。

## 地理
清水溪流域的地形東南側較高，向西北側降低，地表岩層分布以中新世桂竹林層的砂岩為主。土壤為沖積土，由砂礫及粘土混合而成，土壤為暗灰色至橄欖灰色、褐黑色，黏性高，無污染，含豐富有機物質氮、磷、鉀、矽酸鎂，適宜農耕。

## 歷史
位處清水溪上游的雲林縣古坑鄉草嶺，當地的堀坔山由於地形、岩性、地質等因素，加上地震、豪雨誘發，自1862年至今已有四次山崩造成堰塞湖的紀錄。1898年（明治31年）發生戊戌大水災，草嶺潭第一次潰決，造成下游的濁水溪流路北移，洪水回歸舊濁水溪故道，使舊濁水溪成為濁水溪下游的主流，洪水亦造成二水、溪州、北斗、田尾、埤頭到二林都有嚴重水患，洪水沖破河岸，北斗街全市浸水，四塊厝、沙仔崙、曾厝崙、北勢寮土地大量流失，埤頭庄、田尾鄉也災情慘重。
1941年至1942年第二次形成堰塞湖，1951年（民國40年）中華民國國軍第75軍16師工兵營奉命開鑿草嶺間的公路，以利草嶺潭開發，並協助整修草嶺潭天然土壩的坍方，於該年5月18日清晨，由於連日豪雨造成山洪暴發，土壩潰決，奪走了74名官兵的性命。1979年（民國68年）8月15日，草嶺潭又因豪雨而形成，但很快在8月24日就因豪雨而潰決，並未造成災害。
1999年（民國88年）發生921大地震後，草嶺再度形成一個蓄水量4,600萬立方公尺的草嶺潭，稱為「新草嶺潭」，崩坍土方量高達1億2千萬立方公尺，土壩高約有40～50公尺，阻塞河道長達約4,815公尺，2004年（民國93年）敏督利颱風帶來大量砂石，再度把新草嶺潭填滿。

## 交通與產業
清水溪流域交通路線以縣道149號（鯉南路）南北貫穿其中，北起南投縣竹山鎮，往西南至雲林縣古坑鄉，自竹山市街以南大致沿著清水溪河岸往上游方向前進。此外縣道149線向東轉接投49線可鄰近鹿谷鄉。
本區產業以農業為主，多種植茶葉、竹筍、柳丁、咖啡等為當地特產，沿途景象多以茶園、果園或竹林為主。

## 清水溪水系主要河川

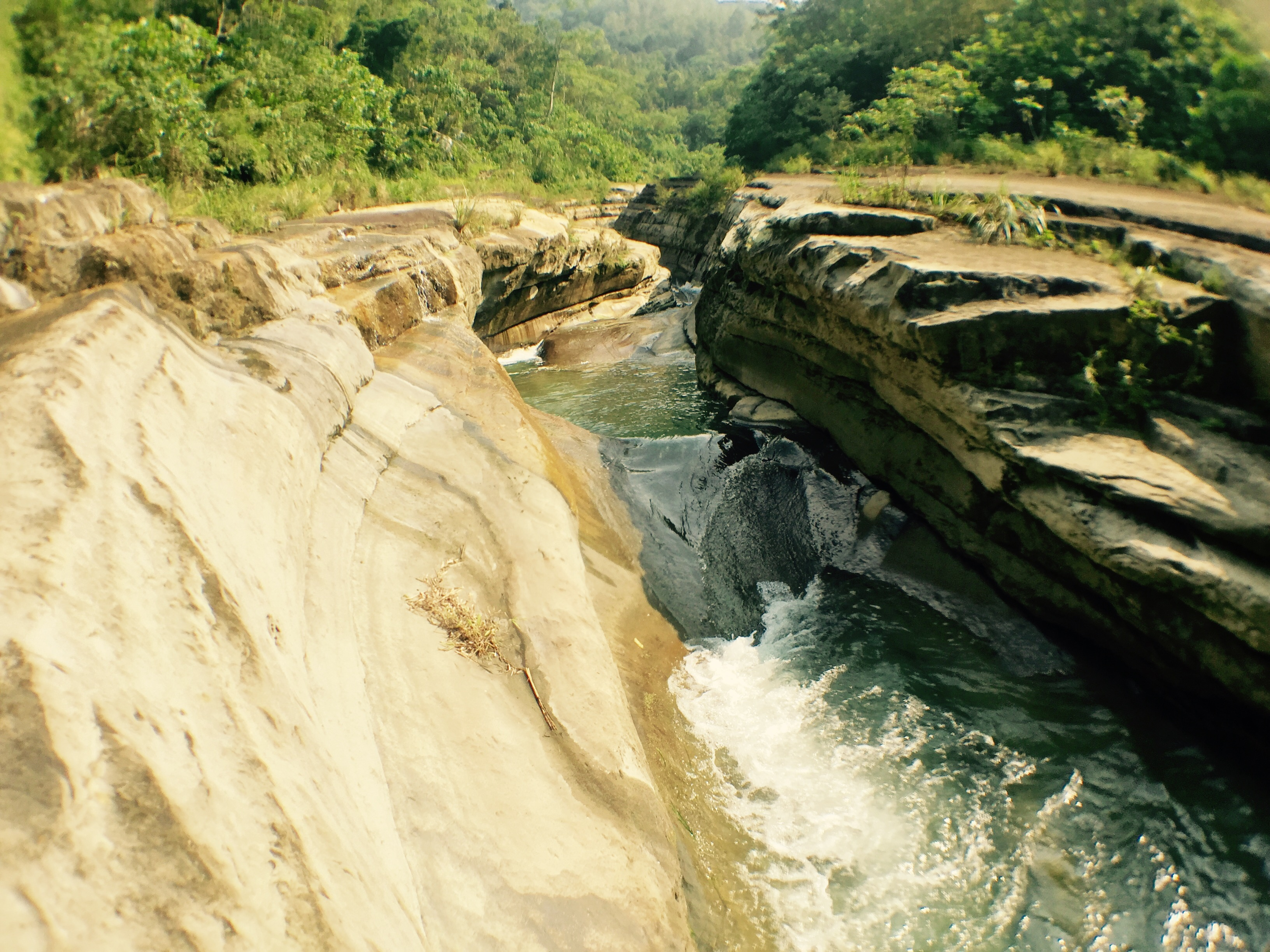
內湖坑溪的侵蝕而造就出萬年峽谷，其溪水流向清水溪。

- 清水溪：雲林縣林內鄉、南投縣竹山鎮、雲林縣古坑鄉、嘉義縣梅山鄉、竹崎鄉、阿里山鄉
  - 鯉魚尾坑：南投縣竹山鎮
  - 過溪坑：南投縣竹山鎮
  - 大灣坑：南投縣竹山鎮
  - 黃圮林坑：南投縣竹山鎮
  - 山坪頂乾坑：南投縣竹山鎮
  - 加走寮溪：南投縣竹山鎮
    - 芊蓁崙溪
    - 吊倫溪

  - 烏巢坑：南投縣竹山鎮
  - 番婆夾坑：南投縣竹山鎮
  - 雷公坑：南投縣竹山鎮
    - 倒踏坑：南投縣竹山鎮

  - 內湖坑溪：雲林縣古坑鄉、南投縣竹山鎮
  - 生毛樹溪：嘉義縣梅山鄉、竹崎鄉
    - 竹仔坑溪：嘉義縣梅山鄉
    - 粗紙坑溪（生毛樹溪）：嘉義縣梅山鄉、竹崎鄉
      - 出水溪：嘉義縣梅山鄉
      - 阿葉溪：嘉義縣梅山鄉

  - 竹篙水溪：雲林縣古坑鄉
  - 石鼓盤溪：亦名豐山溪，雲林縣古坑鄉、嘉義縣梅山鄉、阿里山鄉
  - 阿里山溪：嘉義縣梅山鄉、阿里山鄉

## 周邊景點
- 萬年峽谷
- 太極峽谷
- 瑞龍瀑布
- 一光山風景區
- 來吉風景區
- 太和風景區
- 瑞里風景區
- 豐山風景區
- 草嶺風景區
- 樟湖風景區
- 石壁風景區
- 南投縣竹山鎮「小黃山風景區」